# Diadeem van Ravenklauw
De Diadeem van Ravenklauw is een object uit Harry Potter en de Relieken van de Dood, het zevende en laatste boek uit de Harry Potter-boekenreeks, geschreven door J.K. Rowling. De Diadeem was eigendom van Rowena Ravenklauw, een van de vier oprichters van Zweinsteins Hogeschool voor Hekserij en Hocus-Pocus.
De Diadeem stond erom bekend dat hij wijsheid schonk aan degene die hem droeg. Helena Ravenklauw, de dochter van Rowena, was jaloers op haar moeder en stal daarom haar diadeem. Ze kreeg spijt van haar actie maar durfde de diadeem niet aan haar moeder terug te geven, en verstopte hem daarom in een holle boom ergens in een bos in Albanië.
Helena, die tegenwoordig als geest (De Grijze Dame) op Zweinstein verblijft, heeft dit lang geheim weten te houden, maar had het er moeilijk mee. Uiteindelijk kon ze haar verhaal kwijt aan een charmante en begripvolle jongeman, Marten Vilijn (later bekend als Voldemort). Voldemort, die al jaren op zoek is naar artefacten die eigendom zijn geweest van de stichters van Zweinstein, is hier heel blij over en maakt er een Gruzielement van. Tijdens een later bezoek aan Zweinstein (waarschijnlijk het bezoek waarbij hij solliciteert naar de baan van leraar Verweer Tegen de Zwarte Kunsten) verstopt hij de diadeem in de Kamer van Hoge Nood. Hij denkt dat hij de enige is die van deze Kamer afweet en beveiligt daarom de diadeem niet, in de veronderstelling dat hij een veilige bergplaats voor het Gruzielement heeft gevonden.
Harry Potter, die na een gesprek met Helena Ravenklauw begrijpt waar hij moet zoeken, gaat samen met zijn vrienden Ron en Hermelien naar de kamer van Hoge Nood en zoekt de diadeem. Wanneer hij uiteindelijk de diadeem vindt, duiken opeens zijn vijanden Korzel, Kwast en Malfidus op. Er volgt een gevecht waarbij Korzel duistere magie gebruikt in de vorm van Duivelsvuur, waardoor hijzelf om het leven komt en de diadeem (en dus het Gruzielement) wordt vernietigd.